# Liphanthus inornatus
Liphanthus inornatus là một loài Hymenoptera trong họ Andrenidae. Loài này được Vivallo mô tả khoa học năm 2008.